# Grand Prix Monaka 2021
Grand Prix Monaka 2021 (oficiálně Formula 1 Grand Prix de Monaco 2021) se jela na okruhu Circuit de Monaco v Monte Carlu v Monaku dne 23. května 2021. Závod byl pátým v pořadí v sezóně 2021 šampionátu Formule 1.

## Kvalifikace
| Poř.                       | No. | Jezdec             | Konstruktér               | Časy v kvalifikaci | Časy v kvalifikaci | Časy v kvalifikaci | Pořadí na startu |
| Poř.                       | No. | Jezdec             | Konstruktér               | Q1                 | Q2                 | Q3                 | Pořadí na startu |
| -------------------------- | --- | ------------------ | ------------------------- | ------------------ | ------------------ | ------------------ | ---------------- |
| 1                          | 16  | Charles Leclerc    | Ferrari                   | 1:11.113           | 1:10.597           | 1:10.346           | 1                |
| 2                          | 33  | Max Verstappen     | Red Bull Racing-Honda     | 1:11.124           | 1:10.650           | 1:10.576           | 2                |
| 3                          | 77  | Valtteri Bottas    | Mercedes                  | 1:10.938           | 1:10.695           | 1:10.601           | 3                |
| 4                          | 55  | Carlos Sainz Jr.   | Ferrari                   | 1:11.324           | 1:10.806           | 1:10.611           | 4                |
| 5                          | 4   | Lando Norris       | McLaren-Mercedes          | 1:11.321           | 1:11.031           | 1:10.620           | 5                |
| 6                          | 10  | Pierre Gasly       | AlphaTauri-Honda          | 1:11.560           | 1:11.179           | 1:10.900           | 6                |
| 7                          | 44  | Lewis Hamilton     | Mercedes                  | 1:11.622           | 1:11.116           | 1:11.095           | 7                |
| 8                          | 5   | Sebastian Vettel   | Aston Martin-Mercedes     | 1:12.078           | 1:11.309           | 1:11.419           | 8                |
| 9                          | 11  | Sergio Pérez       | Red Bull Racing-Honda     | 1:11.644           | 1:11.019           | 1:11.573           | 9                |
| 10                         | 99  | Antonio Giovinazzi | Alfa Romeo Racing-Ferrari | 1:11.658           | 1:11.409           | 1:11.779           | 10               |
| 11                         | 31  | Esteban Ocon       | Alpine-Renault            | 1:11.740           | 1:11.486           |                    | 11               |
| 12                         | 3   | Daniel Ricciardo   | McLaren-Mercedes          | 1:11.747           | 1:11.598           |                    | 12               |
| 13                         | 18  | Lance Stroll       | Aston Martin-Mercedes     | 1:11.979           | 1:11.600           |                    | 13               |
| 14                         | 7   | Kimi Räikkönen     | Alfa Romeo Racing-Ferrari | 1:11.899           | 1:11.642           |                    | 14               |
| 15                         | 63  | George Russell     | Williams-Mercedes         | 1:12.016           | 1:11.830           |                    | 15               |
| 16                         | 22  | Júki Cunoda        | AlphaTauri-Honda          | 1:12.096           |                    |                    | 16               |
| 17                         | 14  | Fernando Alonso    | Alpine-Renault            | 1:12.205           |                    |                    | 17               |
| 18                         | 6   | Nicholas Latifi    | Williams-Mercedes         | 1:12.366           |                    |                    | 18               |
| 19                         | 9   | Nikita Mazepin     | Haas-Ferrari              | 1:12.958           |                    |                    | 19               |
| 107% času vítěze: 1:15.903 |     |                    |                           |                    |                    |                    |                  |
| —                          | 47  | Mick Schumacher    | Haas-Ferrari              | Bez času           |                    |                    | 20               |
| Zdroj:                     |     |                    |                           |                    |                    |                    |                  |

Poznámky
1. ↑  Mick Schumacher se nezúčastnil kvalifikace kvůli nehodě, kterou měl ve třetím tréninku. Tudíž nezaznamenal čas, kterým by se kvalifikoval ve 107 % času vítěze. Start mu byl povolen sportovními komisaři. Zároveň obdržel trest posunu o 5 míst vzad za neplánovanou výměnu převodovky.

## Závod
| Poř.                                                                | No. | Jezdec             | Konstruktér               | Počet kol | Čas/Odstoupení | Pořadí na startu | Body |
| ------------------------------------------------------------------- | --- | ------------------ | ------------------------- | --------- | -------------- | ---------------- | ---- |
| 1                                                                   | 33  | Max Verstappen     | Red Bull Racing-Honda     | 78        | 1:38:56.820    | 2                | 25   |
| 2                                                                   | 55  | Carlos Sainz Jr.   | Ferrari                   | 78        | +8.968         | 4                | 18   |
| 3                                                                   | 4   | Lando Norris       | McLaren-Mercedes          | 78        | +19.427        | 5                | 15   |
| 4                                                                   | 11  | Sergio Pérez       | Red Bull Racing-Honda     | 78        | +20.490        | 9                | 12   |
| 5                                                                   | 5   | Sebastian Vettel   | Aston Martin-Mercedes     | 78        | +52.591        | 8                | 10   |
| 6                                                                   | 10  | Pierre Gasly       | AlphaTauri-Honda          | 78        | +53.896        | 6                | 8    |
| 7                                                                   | 44  | Lewis Hamilton     | Mercedes                  | 78        | +1:08.231      | 7                | 7    |
| 8                                                                   | 18  | Lance Stroll       | Aston Martin-Mercedes     | 77        | +1 kolo        | 13               | 4    |
| 9                                                                   | 31  | Esteban Ocon       | Alpine-Renault            | 77        | +1 kolo        | 11               | 2    |
| 10                                                                  | 99  | Antonio Giovinazzi | Alfa Romeo Racing-Ferrari | 77        | +1 kolo        | 10               | 1    |
| 11                                                                  | 7   | Kimi Räikkönen     | Alfa Romeo Racing-Ferrari | 77        | +1 kolo        | 14               |      |
| 12                                                                  | 3   | Daniel Ricciardo   | McLaren-Mercedes          | 77        | +1 kolo        | 12               |      |
| 13                                                                  | 14  | Fernando Alonso    | Alpine-Renault            | 77        | +1 kolo        | 17               |      |
| 14                                                                  | 63  | George Russell     | Williams-Mercedes         | 77        | +1 kolo        | 15               |      |
| 15                                                                  | 6   | Nicholas Latifi    | Williams-Mercedes         | 77        | +1 kolo        | 18               |      |
| 16                                                                  | 22  | Júki Cunoda        | AlphaTauri-Honda          | 77        | +1 kolo        | 16               |      |
| 17                                                                  | 9   | Nikita Mazepin     | Haas-Ferrari              | 75        | +3 kola        | 19               |      |
| 18                                                                  | 47  | Mick Schumacher    | Haas-Ferrari              | 75        | +3 kola        | 20               |      |
| Ret                                                                 | 77  | Valtteri Bottas    | Mercedes                  | 29        | Matice kola    | 3                |      |
| DNS                                                                 | 16  | Charles Leclerc    | Ferrari                   | 0         | Hnací hřídel   | —                |      |
| Nejrychlejší kolo: Lewis Hamilton (Mercedes) – 1:12.909 (v kole 69) |     |                    |                           |           |                |                  |      |
| Zdroj:                                                              |     |                    |                           |           |                |                  |      |

Poznámky
1. ↑  Lewis Hamilton získal jeden bod za zajetí nejrychlejšího kola.
2. ↑  Charles Leclerc, kvůli poškození hnací hřídele, nenastoupil do závodu. Jeho místo na startovní roštu zůstalo prázdné.

## Průběžné pořadí po závodě
Pohár jezdců
|        | Pořadí | Jezdec          | Body |
| ------ | ------ | --------------- | ---- |
| 1      | 1      | Max Verstappen  | 105  |
| 1      | 2      | Lewis Hamilton  | 101  |
| 1      | 3      | Lando Norris    | 56   |
| 1      | 4      | Valtteri Bottas | 47   |
| 1      | 5      | Sergio Pérez    | 44   |
| Zdroj: |        |                 |      |

Pohár konstruktérů
|        | Pořadí | Konstruktér           | Body |
| ------ | ------ | --------------------- | ---- |
| 1      | 1      | Red Bull-Honda        | 149  |
| 1      | 2      | Mercedes              | 148  |
|        | 3      | McLaren–Mercedes      | 80   |
|        | 4      | Ferrari               | 79   |
| 2      | 5      | Aston Martin–Mercedes | 19   |
| Zdroj: |        |                       |      |